# Bourg-de-Visa
Bourg-de-Visa település Franciaországban, Tarn-et-Garonne megyében. Lakosainak száma 389 fő (2022. január 1.). Bourg-de-Visa Beauville, Engayrac, Saint-Maurin, Brassac, Fauroux, Lacour és Montjoi községekkel határos.

## Népesség
A település népességének változása:
| Lakosok száma | 391  | 389  | 396  | 382  | 379  | 382  | 380  | 381  | 389  |
|               | 2013 | 2015 | 2016 | 2017 | 2018 | 2019 | 2020 | 2021 | 2022 |